# 南小国町立星和小学校

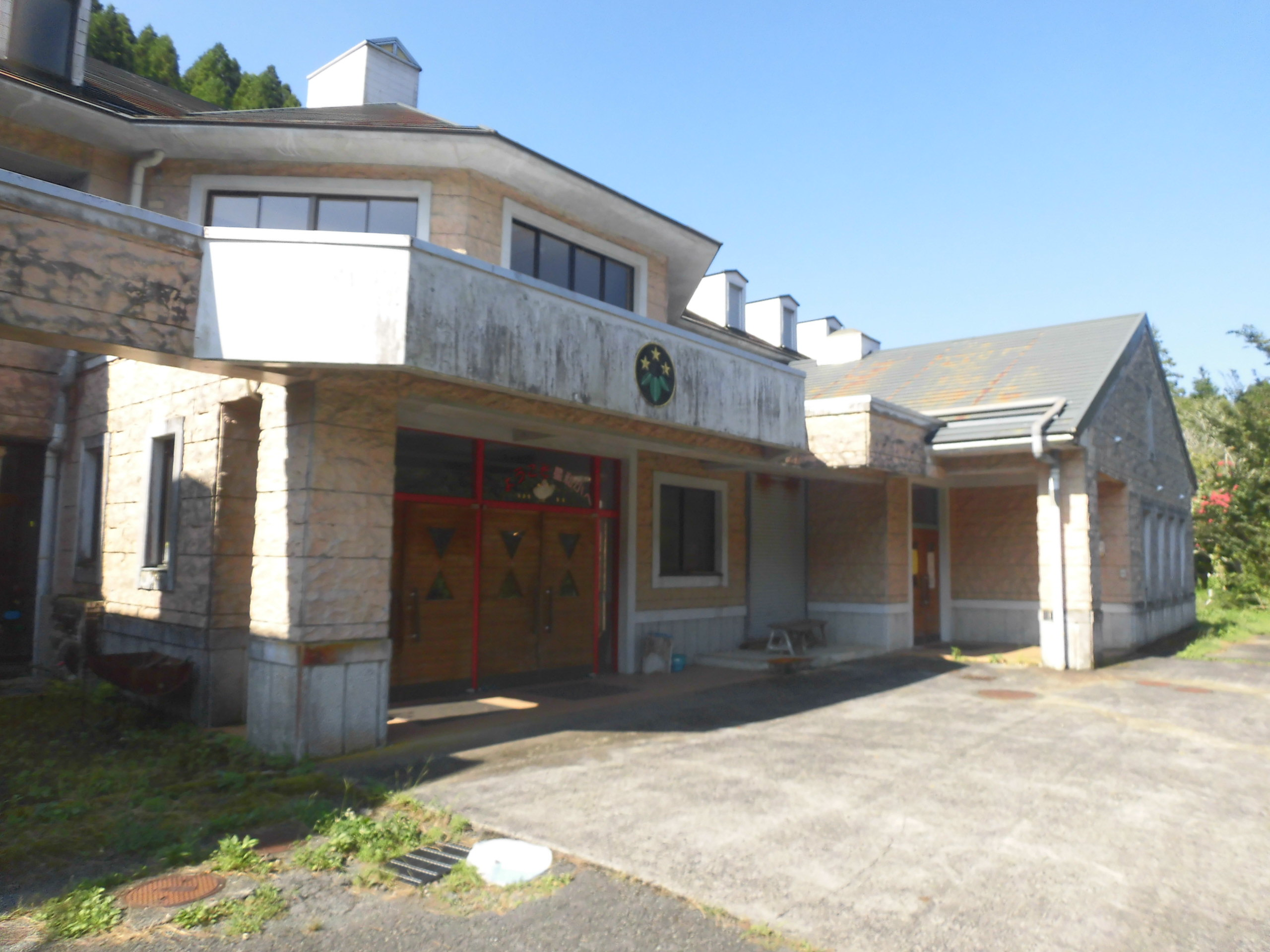
校舎

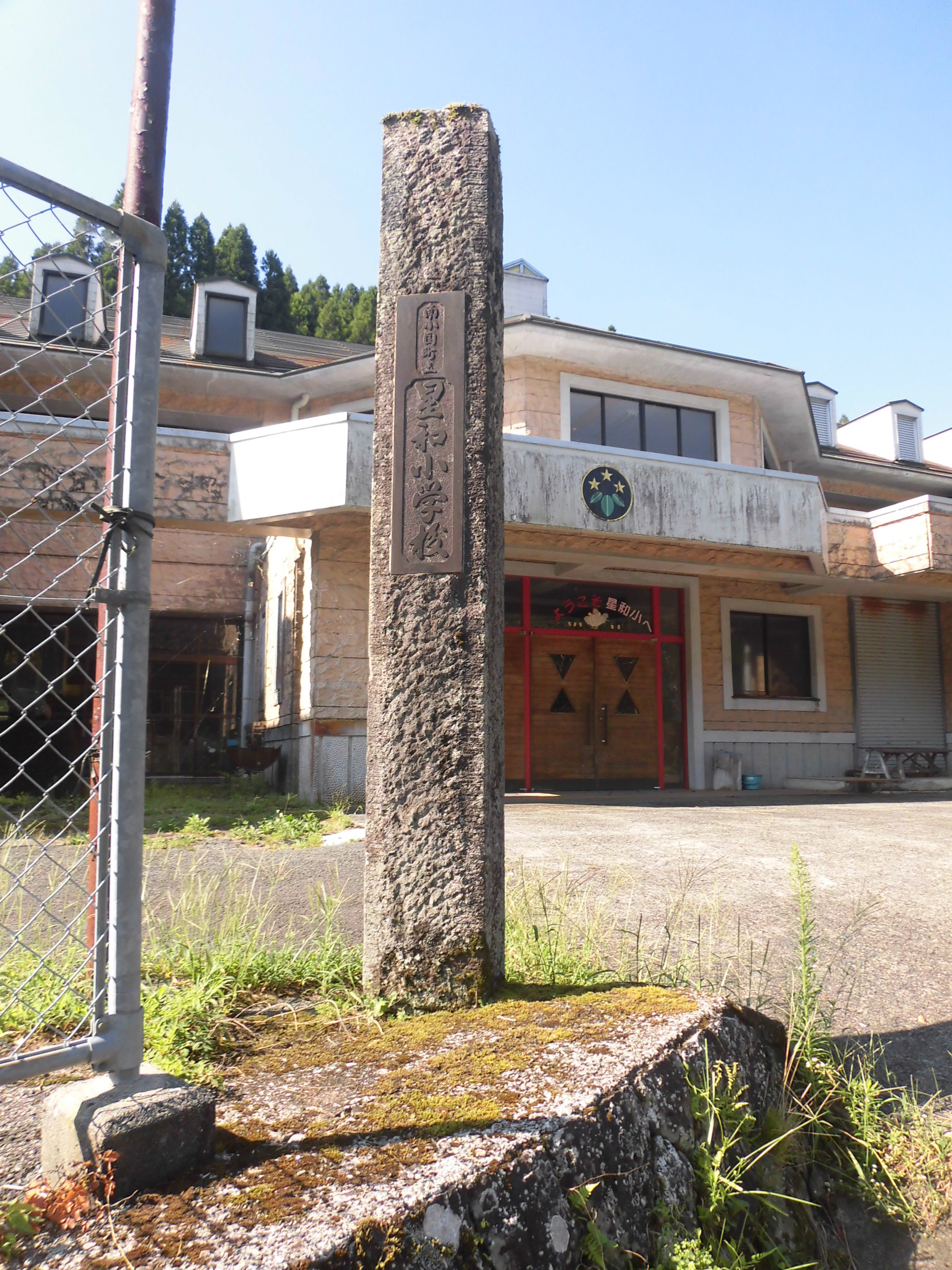
門柱

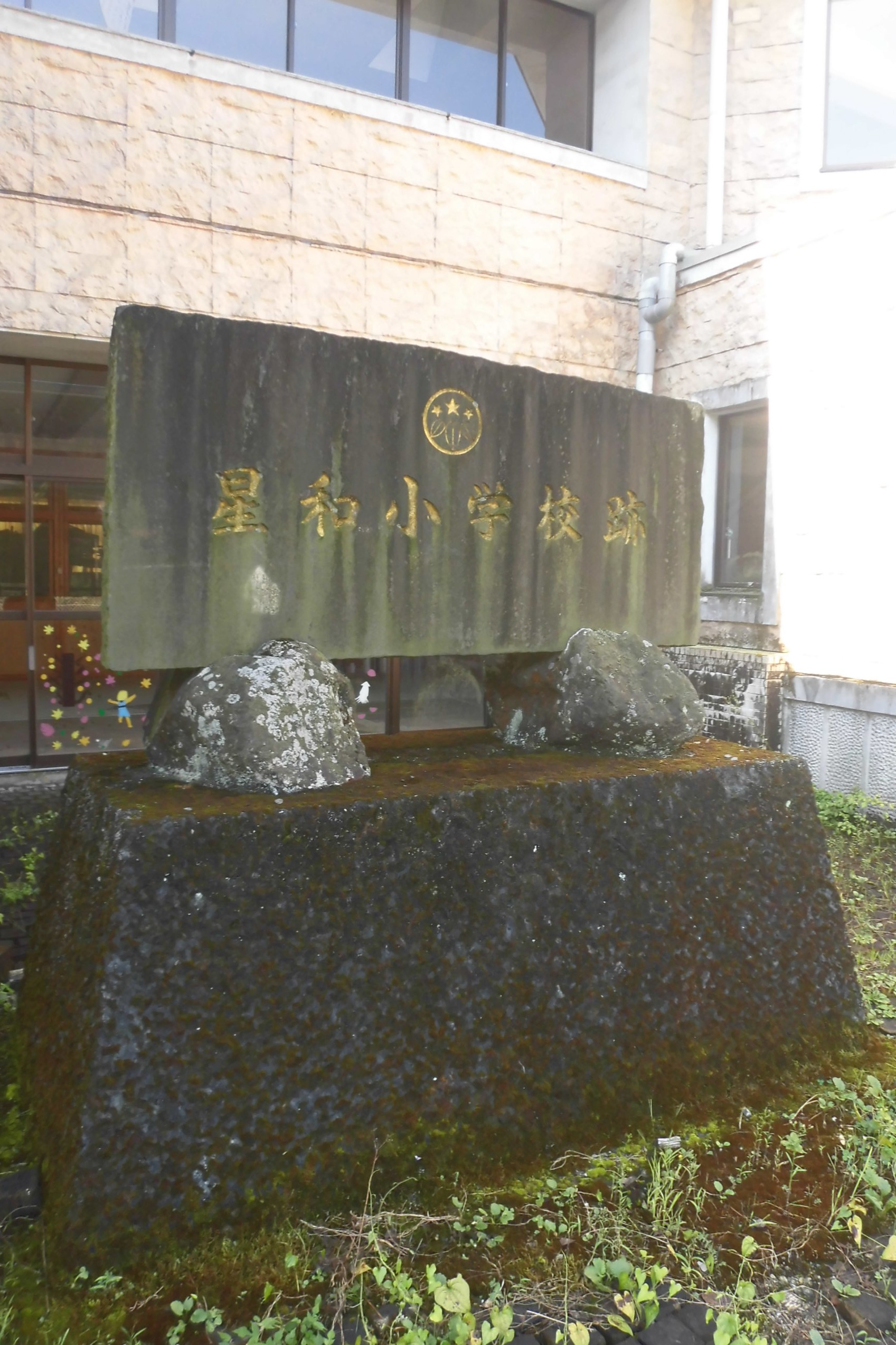
閉校記念碑

南小国町立星和小学校（みなみおぐにちょうりつ ほしわしょうがっこう）は、かつて熊本県阿蘇郡南小国町満願寺にあった公立の小学校。
2004年（平成16年）3月末をもって閉校し、南小国町立りんどうヶ丘小学校に統合された。

## 概要
歴史
1875年（明治8年）創立。創立から129年たった2004年（平成16年）に閉校した。
校章
校名にちなみ、3つの五芒星を配している。
校歌
作詞は山口白陽、作曲は滝本泰三による。歌詞は3番まであり、各番の歌詞中に校名の「星和校」が登場する。

## 沿革
- 1875年（明治8年）  - 創立。
- 1889年（明治22年）4月1日 - 町村制施行により、阿蘇郡3村（赤馬場・満願寺・中原）が合併の上、「南小国村」が発足。
- 1892年（明治25年）- 「星和尋常小学校」に改称。
- 1900年（明治30年）- 改築。
- 1908年（明治41年）
  - 4月 - 改正小学校令により、尋常科（義務教育年限）が4年制から6年制に改められる。尋常科5年を新設。
  - 8月 - 同窓会が発足。
- 1909年（明治42年）4月 - 尋常科6年を新設。
- 1910年（明治43年）- 増築。
- 1921年（大正10年）- 農業補習学校が併置される。
- 1941年（昭和16年）4月1日 - 国民学校令施行により、「南小国村星和国民学校」と改称。
- 1947年（昭和22年）- 学制改革が行われる（六・三制の実施）
  - 4月1日 - 国民学校初等科が、新制小学校「南小国村立星和小学校」に改組・改称。
  - 5月 - 新制中学校「南小国村立南小国中学校星和分校」が併置される。
- 1964年（昭和39年）4月1日 - 南小国中学校星和分校が廃止される。
- 1969年（昭和44年）11月1日 - 町制施行により、「南小国町立星和小学校」（最終名）と改称。
- 2004年（平成16年）3月31日 - 南小国町立りんどうヶ丘小学校への統合により、閉校。
  - この時、南小国町立黒川小学校、南小国町立満願寺小学校の2校も統合された。

## 交通アクセス
最寄りの幹線道路
- 熊本県道40号南小国波野線

## 周辺
- 南小国公民館 星和分館
- 星和神社
- 志賀瀬川